# سباستین مورا
سباستین مورا (اسپانیایی: Sebastián Mora‎؛ زادهٔ ۱۹ فوریهٔ ۱۹۸۸) دوچرخه‌سوار اهل اسپانیا است.
وی در مسابقات کشوری و بین‌المللی در مجموع برندهٔ ۴ مدال طلا، ۱ مدال نقره، ۱ مدال برنز شده‌است.